# Gedawang
Gedawang is een bestuurslaag in het regentschap Semarang van de provincie Midden-Java, Indonesië. Gedawang telt 7060 inwoners (volkstelling 2010).